# Georg May (Tiermediziner)
Georg May (* 18. Dezember 1819 in Ebern; † 9. Dezember 1881 in Würzburg) war ein Amtstierarzt, Tierzuchtinspektor und Tierzuchtlehrer.

## Leben
May studierte Veterinärmedizin und schloss seine Ausbildung mit einer Promotion ab. Er erhielt die Approbation und war ab 1842 praktischer Tierarzt in Haßfurt, ab 1844 Truppentierarzt in Augsburg und 1848 bis 1852 Amtstierarzt für den Stadt- und Landbezirk Augsburg. Mit der Verlegung der Landwirtschaftlichen Zentralschule von Oberschleißheim nach Weihenstephan erhielt May die Berufung zum Professor für Viehzucht und Tierheilkunde an der dortigen Akademie für Landwirtschaft (heute TU-München, Standort Weihenstephan). Dieses Lehramt führte er bis 1880 aus. Gleichzeitig war er seit 1868 als Tierzuchtinspektor und Wanderlehrer tätig.

## Tätigkeiten
May vermittelte in fast 30 Jahren Lehrtätigkeit seine Erfahrungen auf den Gebieten Tierhygiene, Krankheitsbekämpfung und Tierzucht an viele Schüler. Er hat sich aber besonders bei der Rassenbereinigung in der bayerischen und deutschen Tierzucht engagiert und dazu bei allen wichtigen Nutztierarten bedeutende Schriften verfasst. Besonders das Lehrbuch über die Schweinezucht, dessen erste Auflage er 1880 noch selbst verfasste, wurde mit den weiteren Auflagen durch Eduard Meyer und zuletzt durch Joachim Kliesch über 70 Jahre zum „Bestseller“ für die deutsche Schweinezucht und -haltung.

## Ehrungen
Georg May wurde 1875 von der bayerischen Regierung zum Ökonomierat ernannt.

## Veröffentlichungen
- Die Vieh-Stämme und Schläge und der Zustand der Rindviehzucht Bayerns. 112 S., Krüll, Landshut 1856
- Kurze Anleitung zur Schaf-Zucht. 1857
- Landwirthschaft des Königreiches Bayern. J. G. Cotta, München 1860
- Beiträge zu rationellen Mästung der Rinder. 1862
- Das Rind. Die Rassen, Züchtung, Ernährung und Benutzung des Rindes. 1863
- Das Rind: seine innere und äußere Organisation, Züchtung, Ernährung und Benutzung, sowie dessen Krankheiten. Palm, München 1862–1863
- Die Erfolge der englischen Shorthornzucht in Deutschland. 79 S., Wiegandt, Hempel & Parey, Berlin 1875
- Anleitung zum Betrieb der landwirthschaftlichen Pferdezucht. 196 S., Voigt, Leipzig 1877
- Der gegenwärtige Zustand der Pferde- und Großviehzucht Niederbayerns (nebst Anleitung zu deren Verbesserung). 203 S., Thomann, Landshut 1879
- Das Schaf (seine Wolle, Racen, Züchtung, Ernährung und Benutzung, sowie dessen Krankheiten), 510 S., Verlag Eduard Trewendt, Breslau 1868
  - Band 1: Die Wolle, Racen, Züchtung, Ernährung und Benutzung des Schafes. 1868
  - Band 2: Die inneren und äußeren Krankheiten des Schafes. 1868
- Die Schweinezucht (praktische Anleitung zur Racenauswahl, Zucht, Ernährung, Haltung und Mast der Schweine). 218 S., Wiegandt, Hempel & Parey, Berlin 1880

## Einzelnachweis
- Gerbers biographisches Lexikon der Agrarwissenschaften, Stand 2021  https://opus.uni-hohenheim.de/volltexte/2021/1981/

| Personendaten    | Personendaten                                                  |
| ---------------- | -------------------------------------------------------------- |
| NAME             | May, Georg                                                     |
| KURZBESCHREIBUNG | deutscher Amtstierarzt, Tierzuchtinspektor und Tierzuchtlehrer |
| GEBURTSDATUM     | 18. Dezember 1819                                              |
| GEBURTSORT       | Ebern, Unterfranken                                            |
| STERBEDATUM      | 9. Dezember 1881                                               |
| STERBEORT        | Würzburg                                                       |